# Kreuzfahrt

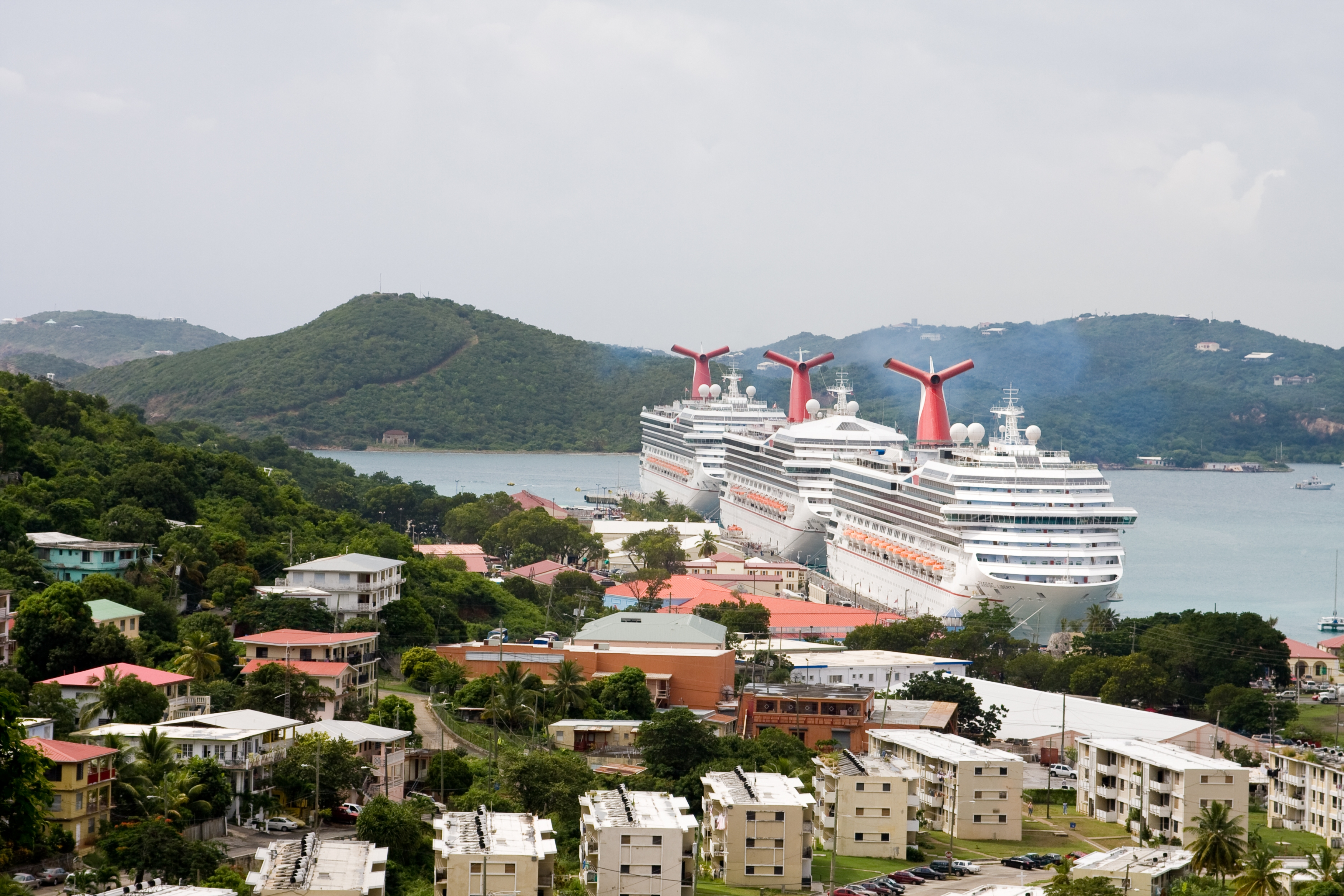
Kreuzfahrtschiffe vor Saint Thomas: Carnival Liberty, Carnival Triumph und Carnival Glory, 2007.

Eine Kreuzfahrt oder auch Kreuzfahrtreise ist eine Form des Wassertourismus auf See. Eine solche Urlaubsreise erfolgt auf einem Kreuzfahrtschiff entlang festgelegter Routen zwischen verschiedenen Häfen an touristisch attraktiven Zielen und ist typischerweise eine Pauschalreise. Der Begriff hat seinen Ursprung in dem niederländischen Wort „kruiser“ aus dem 17. Jahrhundert, der ein kreuzendes (im Sinne von hin-und-her-fahrend) Schiff bezeichnete.

Gemäß einer Schätzung der britischen Tageszeitung The Guardian nahmen im Jahr 2016 weltweit rund 24 Millionen Passagiere auf 220 Schiffen an einer Kreuzfahrt teil. Im Jahr 2010 waren es rund 19 Millionen Passagiere. In der öffentlichen Wahrnehmung werden zunehmend die hohen Belastungen für Arbeitnehmer und Umwelt durch Kreuzfahrtschiffe beleuchtet.

## Wirtschaftsdaten
Im Jahr 2019 erreichte das Kreuzfahrtgeschäft in Deutschland einen Höhepunkt (Angaben für Flusskreuzfahrten in Klammern):
- Passagiere: 2.943.400 (727.400)
- Umsatz: 5.121.000.000 Euro (853.200.000 Euro)
- durchschnittliche Ausgaben pro Person und Reise: 1.740 Euro (1.173 Euro)
- mittlere Reisedauer: 10,9 Nächte (8,3 Nächte)

Als Folge der COVID-19-Pandemie sanken die Passagierzahlen für Hochseekreuzfahrten in den Folgejahren drastisch auf 1.097.900 (2020) und 736.600 (2021). Das Passagieraufkommen bei Flusskreuzfahrten sank auf 307.400 (2020) und 209.400 (2021).
Weltweit unternahmen 2011 erstmals über 20 Millionen Passagiere eine Kreuzfahrt, 2015 waren es rund 22 Millionen (2016: 24,7 Mio.; 2017: 26,7 Mio.). Der Schwerpunkt der Reisen lag im Bereich Karibik und Mittelmeer. In sonstigen europäischen Fahrtgebieten waren es noch etwa 12 % der Passagiere.
Nach Angaben des Kreuzfahrtverbandes Cruise Lines International Association (CLIA) und des Deutschen Reiseverbandes (DRV) bildete 2016 Deutschland mit 2,018 Millionen Passagieren nach den USA (11,5 Mio.) und Asien (2015: 2,08 Mio.) den drittgrößten Markt für Kreuzfahrten, der bei 24,7 Mio. Passagieren lag. Das Vereinigte Königreich und Irland stellten gut 1,9 Mio. Passagiere. 6,674 Mio. Europäer machten eine Kreuzfahrt im Jahr 2016. Die Zahl der Kreuzfahrtschiffe weltweit wurde mit 448 angegeben.
Die Interessengemeinschaft europäischer Flusskreuzfahrt-Reedereien IG RiverCruise in Basel, die Flusskreuzfahrten zwischen Amsterdam und dem Schwarzen Meer sowie auf Seine, Loire, Rhône und dem Po anbieten, nennt für 2016 eine Passagierzahl von 1,36 Millionen (+2,7 % zum Vorjahr) bei Flusskreuzfahrten ihrer Mitgliedsunternehmen, wobei über 2/3 der Fahrten auf Rhein und Donau stattfanden. Für Deutschland wurden 435.586 (2015: 423.635) Passagiere genannt.

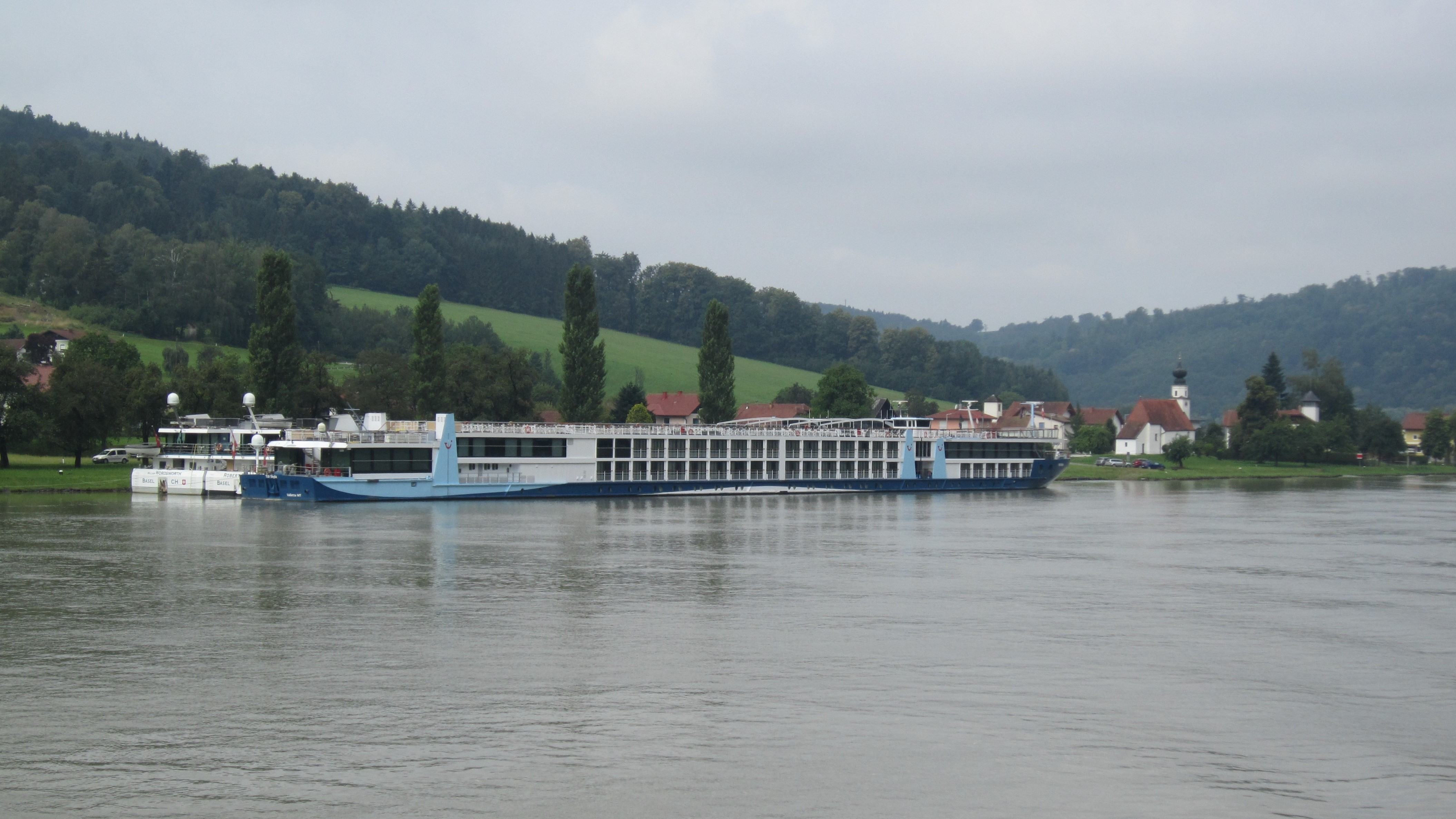
Drei außer Betrieb gestellte Flusskreuzfahrtschiffe sind bis auf Weiteres auf der Donau bei der 132 Einwohner zählenden Bauerschaft Pyrawang abgestellt.

In deutschen Häfen ließ sich zwischen 2005 und 2016 eine starke Steigerung des Passagieraufkommens feststellen; so gab es z. B. in Hamburg im Jahr 2005 erst 40.000 Passagiere, 2016 waren es bereits 722.000 bei 171 Schiffsanläufen. Dies steht auch mit immer größer werdenden Schiffsneubauten in Zusammenhang. So fasst die „Wonder of the Seas“, die 2022 als größtes Kreuzfahrtschiff der Welt in Dienst gestellt wurde, knapp 7000 Passagiere.

## Passagierzahlen
Weltweit durch Schiffe der Hochseekreuzfahrt-Industrie beförderte Passagiere pro Jahr (in Millionen):
| Kreuzfahrtpassagiere nach Jahren | Kreuzfahrtpassagiere nach Jahren | Kreuzfahrtpassagiere nach Jahren | Kreuzfahrtpassagiere nach Jahren | Kreuzfahrtpassagiere nach Jahren |
| -------------------------------- | -------------------------------- | -------------------------------- | -------------------------------- | -------------------------------- |
| Jahr                             |                                  |                                  |                                  | in Mio.                          |
| 1990                             | 1990                             |                                  | 3,774                            | 3,774                            |
| 1991                             | 1991                             |                                  | 4,168                            | 4,168                            |
| 1992                             | 1992                             |                                  | 4,385                            | 4,385                            |
| 1993                             | 1993                             |                                  | 4,728                            | 4,728                            |
| 1994                             | 1994                             |                                  | 4,800                            | 4,800                            |
| 1995                             | 1995                             |                                  | 4,721                            | 4,721                            |
| 1996                             | 1996                             |                                  | 4,970                            | 4,970                            |
| 1997                             | 1997                             |                                  | 5,380                            | 5,380                            |
| 1998                             | 1998                             |                                  | 5,868                            | 5,868                            |
| 1999                             | 1999                             |                                  | 6,337                            | 6,337                            |
| 2000                             | 2000                             |                                  | 7,214                            | 7,214                            |
| 2001                             | 2001                             |                                  | 7,499                            | 7,499                            |
| 2002                             | 2002                             |                                  | 8,648                            | 8,648                            |
| 2003                             | 2003                             |                                  | 9,526                            | 9,526                            |
| 2004                             | 2004                             |                                  | 10,460                           | 10,460                           |
| 2005                             | 2005                             |                                  | 11,180                           | 11,180                           |
| 2006                             | 2006                             |                                  | 12,006                           | 12,006                           |
| 2007                             | 2007                             |                                  | 14,625                           | 14,625                           |
| 2008                             | 2008                             |                                  | 15,779                           | 15,779                           |
| 2009                             | 2009                             |                                  | 17,216                           | 17,216                           |
| 2010                             | 2010                             |                                  | 18,421                           | 18,421                           |
| 2011                             | 2011                             |                                  | 19,377                           | 19,377                           |
| 2012                             | 2012                             |                                  | 20,335                           | 20,335                           |
| 2013                             | 2013                             |                                  | 20,922                           | 20,922                           |
| 2014                             | 2014                             |                                  | 22,289                           | 22,289                           |
| 2015                             | 2015                             |                                  | 22,828                           | 22,828                           |
| 2016                             | 2016                             |                                  | 24,178                           | 24,178                           |
| 2017                             | 2017                             |                                  | 25,409                           | 25,409                           |
| 2018                             | 2018                             |                                  | 26,491                           | 26,491                           |
| 2019                             | 2019                             |                                  | 27,509                           | 27,509                           |
| 2020                             | 2020                             |                                  | 7,124                            | 7,124                            |
| 2021                             | 2021                             |                                  | 3,321                            | 3,321                            |
| 2022                             | 2022                             |                                  | 20,124                           | 20,124                           |
| 2023                             | 2023                             |                                  | 28,837                           | 28,837                           |
|                                  |                                  |                                  |                                  |                                  |

## Geschichte
Die Erfindung der Kreuzfahrt wird der Peninsular and Oriental Steam Navigation Company zugeschrieben. Dieses Unternehmen begann als Schifffahrtslinie zwischen England und der iberischen Halbinsel. 1840 nahm es den Postdienst nach Alexandria auf. Ab 1844 bot es Luxuskreuzfahrten nach Gibraltar, Malta und Athen an. P&O Cruises gelten als ältestes Kreuzfahrtunternehmen Europas.
Im Jahr 1867 nahm Mark Twain an einer mehrmonatigen Kreuzfahrt von New York durch das Mittelmeer teil. Diese wurde durchgeführt mit einem gecharterten Dampfsegler, der Quaker City; etwa einhundert Passagiere nahmen an der Reise teil. Von der Organisationsform war die Reise etwa vergleichbar mit einer Genossenschaft, in die sich die Passagiere einkauften; ein New Yorker Unternehmer trat als Organisator auf. Twain veröffentlichte seine Erlebnisse und Erfahrungen von dieser Reise in seinem Werk Die Arglosen im Ausland. Nach Twains Beschreibungen war das Konzept einer solchen organisierten Seereise damals in den USA eine Neuigkeit.
Als Pionier der Nutzung der freien Winterkapazitäten der Schifffahrtslinien für Kreuzfahrten gilt der deutsche Reeder Albert Ballin, Generaldirektor der Hamburger Hapag. Zuvor waren Passagierschiffe ausschließlich im Linienverkehr eingesetzt. Auch die Schiffe der Hapag lagen in den Wintermonaten im Hafen und brachten der Reederei Verluste, weil ein fahrplanmäßiger Einsatz im Nordatlantik mangels Kundschaft nicht lohnte.
1891 hatte Albert Ballin die Idee, die Schiffe für Vergnügungsreisen in wärmere Gebiete zu nutzen. Die erste Kreuzfahrt war eine zweimonatige luxuriöse Seefahrt der Augusta Victoria. Kaiser Wilhelm II. besuchte das Schiff am Tage der Abfahrt. Von Cuxhaven ging es via Southampton, Gibraltar, Genua nach Kairo, Jerusalem, Damaskus, Constantinopel (Istanbul), Athen und dann via Malta, Neapel und Lissabon zurück nach Hamburg. Unter den 241 Passagieren waren unter anderem Ballin selbst, Friedrich Achelis, Carl Laeisz, Christoph Hellwig Papendieck, Korrespondenten verschiedener Zeitungen und der Maler und Zeichner Christian Wilhelm Allers, der einen Bildband „Erinnerungen an die Reise der Augusta Victoria in den Orient“ schuf.
Als das erste als Kreuzfahrtschiff gebaute Schiff der Welt gilt die Prinzessin Victoria Luise der Hamburger Reederei HAPAG, die im Dezember 1900 bei der Werft Blohm & Voss fertig gestellt wurde.
Früher waren Kreuzfahrten ein Eldorado für ältere, betuchte Damen, die eine bequeme Reisemöglichkeit suchten, bei der sie ohne Hotelwechsel die Welt in angenehmer Atmosphäre kennenlernen konnten. Zudem war gesellschaftlicher Anschluss leicht möglich. Da Herren oft in der Minderzahl waren, haben aufmerksame Reedereien ihr Personal um elegante Tänzer und Unterhalter erweitert (Eintänzer, englisch gentleman hosts oder distinguished gents, siehe auch Gigolo).
Die DDR besaß ein Kreuzfahrtschiff; die Plätze für Kreuzfahrten auf der Völkerfreundschaft wurden vorwiegend aktiven Parteimitgliedern angeboten. Diese wurden während der Fahrt intensiv von der Stasi beobachtet mit dem Ziel, Fluchten aus der DDR zu vereiteln.

### Nach dem Ausbruch der COVID-19-Pandemie
Wegen der COVID-19-Pandemie wurde im Februar 2020 der Westerdam von fünf Häfen die Einfahrt verweigert, bevor es in Sihanoukville (Kambodscha) anlegen durfte, obwohl es weder Verdachtsfälle noch diagnostizierte Fälle von COVID-19 an Bord dieses Schiffs gab.
Im März 2020 brachen weltweit Reiseveranstalter ihre Kreuzfahrten ab.
Die Passagiere der Schiffe, auf denen keine COVID-19-Fälle festgestellt wurden, mussten, sofern angesichts teilweise geschlossener Grenzen möglich, den direkten Weg nach Hause antreten und die Abstandsregeln einhalten. Außerdem wurde ihnen empfohlen, sich 14 Tage in Quarantäne zu begeben. Die Namen deutscher Fahrgäste von Schiffen, die in Deutschland anlandeten, wurden den zuständigen Gesundheitsämtern mitgeteilt.
Besatzungsmitglieder mussten oft monatelang an Bord bleiben. Da in den Häfen nicht genügend Plätze für „Dauerparker“ vorhanden sind, durften sich die Schiffe dort nur zum Be- und Entladen aufhalten. Ansonsten mussten sie provisorisch „irgendwo“ vor Anker gehen.
Nicht alle Besatzungsmitglieder durften sich an Bord frei bewegen. Sie wurden allerdings versorgt und durften teilweise Fitnessstudios, Restaurants und Bars nutzen, die sonst nur Fahrgästen zugänglich sind. Trotzdem bildete sich bei vielen im Personal ein „Lagerkoller“, da Staatsangehörige aus bis zu 70 Nationen im Unklaren darüber waren, wann es möglich sein würde, in ihren Heimatstaat zurückzukehren. Für 1200 von 2900 Besatzungsmitgliedern konnte im Fall von Mein Schiff 3 bis zum 8. Mai 2020 eine Heimreise organisiert werden.
Befragungen potenzieller Kreuzfahrtteilnehmern ergaben, dass einige die gegebenen Risiken und Einschränkungen als abschreckend empfinden. Walter Krombach, ehemaliger Geschäftsführer der Willy Scharnow-Stiftung für Touristik, gab im Hinblick auf die Nachfrage eine pessimistische Prognose ab. Andere Menschen würden die Einschränkungen in Kauf nehmen, unter anderem deshalb, weil sie auch bei einem Landurlaub mit entsprechenden Regulierungen zurechtkommen müssten.
Die Arbeitsgruppe „Healthy Gateways“ der Europäischen Union veröffentlichte am 30. Juni 2020 vorläufige Empfehlungen für die Wiederaufnahme des Kreuzfahrtbetriebs. Darauf legte die „Cruise Lines International Organization“ ihre „Leitsätze zur Wiederaufnahme des Kreuzfahrtbetriebes“ vor, die sich auf ein detailliertes Hygienekonzept, die Personalschulung und auf Maßnahmen beim Umgang mit infizierten oder infektionsverdächtigen Personen an Bord beschäftigen.
Mehrere Reedereien nahmen den Kreuzfahrtbetrieb im Sommer 2020 wieder auf. Eine Sprecherin von TUI erklärte, dabei gehe es einstweilen nicht darum, wieder Gewinne zu erzielen, sondern darum nachzuweisen, dass Kreuzfahrten auch unter den Bedingungen einer akuten Pandemie möglich seien.
Alexis Papathanassis, Professor für Maritimen Tourismus an der Hochschule Bremerhaven, warf der Kreufahrtbranche vor, sie habe es verpasst, in der COVID-19-bedingten Zwangspause ab dem Frühjahr 2020 die „Kreuzfahrt der Zukunft“ zu entwickeln. Versuche, den Kreuzfahrtbetrieb schon im Sommer 2020, wenn auch stark eingeschränkt, wieder aufzunehmen, hält Papathanassis für verfehlt.
Auf der Roald Amundsen, einem der ersten Schiffe, das nach der COVID-19-bedingten Zwangspause wieder zu einer Kreuzfahrt aufbrechen durfte, waren Ende Juli 2020 nach zwei aufeinanderfolgenden Fahrten zwischen Spitzbergen und dem norwegischen Festland mindestens 36 Besatzungsmitglieder und vier Passagiere positiv auf das Coronavirus getestet worden. Die Behörden warfen der Reederei vor, die 386 Passagiere nicht sofort nach dem ersten Covid-19-Ausbruch informiert zu haben.
Die Passagiere hatten das Schiff im Hafen von Tromsø bereits verlassen, als sich bei den ersten Besatzungsmitgliedern eine Infektion bestätigte. Die Reederei Hurtigruten sagte alle für den August 2020 geplanten Fahrten außer dem Postroutendienst ab.
Während einige Reedereien versuchten, Kreuzfahrten ab dem Herbst 2020 wieder stattfinden zu lassen, planten andere Reedereien eine Wiederaufnahme des Kreuzfahrtbetriebs erst im Frühjahr 2021.
Die Mitgliedsreedereien der Cruise Lines International Association (CLIA), des Weltverbands der Kreuzfahrtbranche, beschlossen am 5. August 2020 einstimmig, von US-amerikanischen Häfen bis zum 31. Oktober 2020 keine Kreuzfahrten zu beginnen. Als Grund für diesen Beschluss gab die CLIA an, dass die Lage in den USA durch die COVID-19-Pandemie angespannt bleibe. Jeder Tag der Einstellung des US-Kreuzfahrtbetriebs führe zu einem Verlust von bis zu 110 Millionen US-Dollar und (direkt und indirekt) von 800 Arbeitsplätzen bei US-amerikanischen Firmen.
Am 17. September 2020 riet das deutsche Auswärtige Amt dringend vor einer Teilnahme an Kreuzfahrten ab. Ausgenommen von dieser Reisewarnung waren nur „Flusskreuzfahrten innerhalb der EU bzw. Schengen mit spezifischen Hygienekonzepten sowie Kreuzfahrten auf Schiffen mit spezifischen Hygienekonzepten, deren Reise in einem Hafen in Deutschland beginnt und ohne ein Anlegen in einem ausländischen Hafen wieder in einem Hafen in Deutschland endet.“
Im Zusammenhang mit dem Teil-Lockdown ab November 2020 in Deutschland wurde auf Anordnung der schleswig-holsteinischen Landesregierung das An- und Ablegen von Kreuzfahrtschiffen in Kiel verboten. Das Recht Deutscher, sich nicht an Reisewarnungen des Auswärtigen Amtes halten zu müssen, und die Nicht-Anwendbarkeit von Beherbergungsverboten auf Kreuzfahrten laufen dadurch für diejenigen, die ab November 2020 eine Kreuzfahrt ab Kiel antreten wollten, ins Leere.
Am 20. November 2020 urteilte das Amtsgericht Rostock, dass Reisewillige es in Pandemiezeiten in Kauf nehmen müssten, wenn eine Kreuzfahrt kurzfristig abgesagt werde. Ihnen stehe kein Schadensersatz wegen entgangener Urlaubsfreude zu. Der Reiseveranstalter sei im Gegenteil verpflichtet, drohende „ernsthafte Gefährdungen“ seiner Passagiere in seinen Planungen zu berücksichtigen. Ein etwaiges Nicht-Vorliegen einer Reisewarnung des Auswärtigen Amtes begründe keinen Anspruch auf Schadensersatz. Das Gericht beruft sich in seinem Urteil auf § 651h Abs. 4 Nr. 2 BGB. Die COVID-19-Pandemie müsse zu den „unvermeidbare[n] außergewöhnliche[n] Umstände[n]“ im Sinne des BGB gerechnet werden.

## Kreuzfahrtarten
Kreuzfahrten können nach ihrem Fahrtgebiet in Hochsee- und Flusskreuzfahrten unterschieden werden. Hochsee-Kreuzfahrtschiffe sind größer und anders gebaut als Flusskreuzfahrt-Schiffe: Flussschiffe haben wenig Tiefgang, reichen weniger hoch über den Wasserspiegel hinaus (damit sie unter den Flussbrücken hindurchpassen) und sind kürzer (damit sie in jede Schleusenkammer auf der Strecke hineinpassen und auf dem befahrenen Fluss leicht wenden können).

### Hochseekreuzfahrt

#### Billigkreuzfahrten
Dieses Modell reduziert die Kosten durch Einschränkungen in Service, Verpflegung und Unterkunft. Die Häfen werden meist gegen Mittag angelaufen und in den frühen Morgenstunden verlassen, damit die Reisenden am Nachtleben an Land teilnehmen können. Dieses Geschäftsmodell wurde unter anderem von EasyCruise genutzt.

#### Fun-Cruising auf Megaschiffen

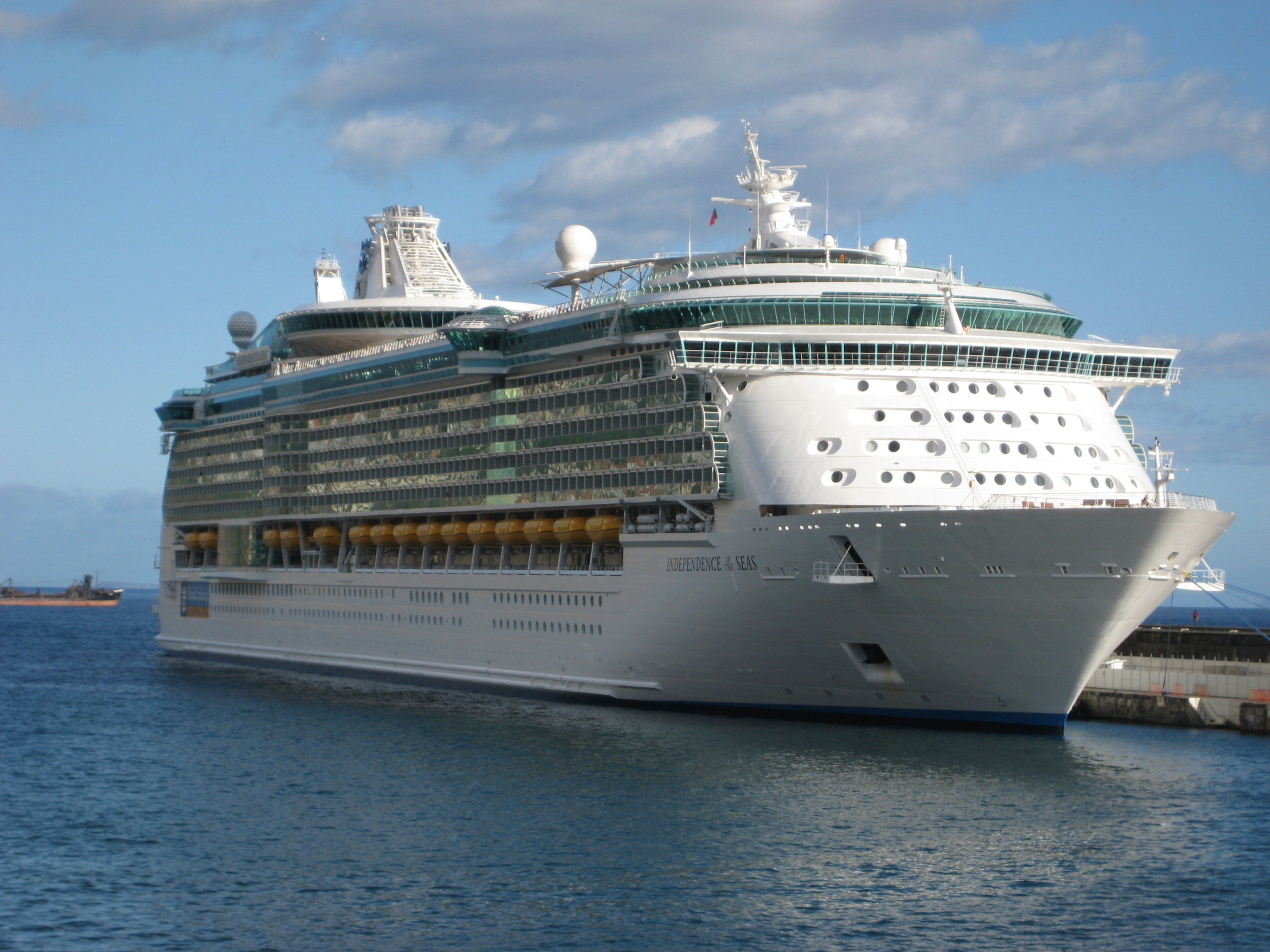
Megakreuzfahrtschiff Independence of the Seas

Dieses Kreuzfahrtmodell macht Kreuzfahrten für den Massenmarkt interessant, da große Schiffe mit über 2000 Passagieren niedrigere Preise ermöglichen. Außerdem bieten diese modernen Schiffe viele Unterhaltungs- und Freizeiteinrichtungen für den Massenmarkt, wie sie bei Resorts und Clubanlagen auf dem Festland üblich sind (z. B. Hochzeitskapellen, Eisbahnen, Kletterwände, Einkaufszentren, Gesundheits-, Sport- und Wellness-Einrichtungen, Bars, Discos, Kasinos und ein kommerzielles Unterhaltungsprogramm). In den USA ist dieses Kreuzfahrtmodell schon seit den 1970er Jahren beliebt. In Deutschland wird es seit den 1990er Jahren in ähnlicher Form von AIDA Cruises angeboten, die das Konzept des Cluburlaubs vom Land auf das Schiff übertragen haben.

#### Klassische Kreuzfahrt
Die klassische Kreuzfahrt hat eine treue Anhängerschaft in der Luxus- und Mittelklasse. Neben Neubauten werden einige klassische Ozeandampfer in der Tradition der Transatlantikliner eingesetzt. In der Regel bieten sie viel Komfort durch große Kabinen und Suiten und sehr guten Service und vermittelten ein Gefühl von Exklusivität. An Bord sind Ruhe und Erholung wichtig, das Unterhaltungsprogramm umfasst beispielsweise klassische Musik, Theater und Lesungen, traditionelle Bordspiele und verschiedenste Kurse (z. B. Yoga, Gymnastik, Fotografie, Computer). Wichtig auf amerikanischen Schiffen ist zudem ein Kasino. Klassische Kreuzfahrten dauern meist 14 Tage, daneben werden auch längere Reisen sowie Weltreisen angeboten, die zwischen 90 und 150 Tagen dauern können. Anbieter in Deutschland sind unter anderem Hapag-Lloyd Cruises, Transocean Kreuzfahrten sowie Phoenix Reisen.

#### Kreuzfahrten auf Großseglern
Eingesetzt wird eine kleine Zahl von Großseglern, die aus der Zeit vor dem Zweiten Weltkrieg stammen und modernisiert wurden (z. B. Sea Cloud), aber auch Nachbauten früherer Segelschiffe und komplette Neubauten. Einrichtung und Luxus entsprechen den modernen Kreuzfahrtschiffen. Sie bieten daher eine Mischung aus traditioneller Kreuzfahrt und dem Abenteuer des Segelns.

#### Minikreuzfahrten
Eine Minikreuzfahrt ist eine kurze Kreuzfahrt. Alternative Bezeichnungen sind Kurzkreuzfahrt oder Schnupperkreuzfahrt. Minikreuzfahrten werden sowohl für die Hochsee als auch auf dem Fluss angeboten. Sie werden in nahezu alle Destinationen und von nahezu allen Veranstaltern/Reedereien angeboten.

#### Positionierungskreuzfahrt
Von einer Positionierungskreuzfahrt spricht man, wenn das Schiff nur in einer Richtung benutzt wird, vergleichbar mit der klassischen Passage. Solche Fahrten wurden häufig beim Revierwechsel der Schiffe in Frühjahr und Herbst angeboten. Auch die Bezeichnung Transreisen wird verwendet.

#### Studien-/Expeditionskreuzfahrt
Eine Studienkreuzfahrt bietet Aspekte des Kulturtourismus. So orientieren sich Routen an historischen, kunstgeschichtlichen oder geographischen Sehenswürdigkeiten. Landausflüge unter qualifizierter Leitung und Vor- und Nachbereitung an Bord durch Lektoren ersetzen das Entertainment.
Expeditionskreuzfahrten erfordern entsprechend ausgerüstete Schiffe, um eisführende Gewässer in den Polarregionen oder flachere Gewässer in Küstennähe befahren zu können. Teilweise kommen auch spezielle Schiffstypen wie beispielsweise Eisbrecher zum Einsatz. Um eine solche Fahrt zu unternehmen, müssen die Schiffe mit modernen Geräten ausgestattet sein. Sie bieten meist sehr komfortable Kabinen. Die Schiffe sind so ausgelegt, dass etwa 200 Passagiere Platz haben. Auf Expeditionskreuzfahrten gibt es kaum Unterhaltung und Animation. Expeditionsschiffe sind hochseetauglich und gleichzeitig klein genug, um auch in schmale Passagen, Fjorde oder große Flüsse (Amazonas) einzufahren. Zudem besitzen zahlreiche Expeditionskreuzfahrtschiffe eine Eisklasse, die den Einsatz in polaren Gewässern ermöglicht. Typische Expeditionskreuzfahrtschiffe sind z. B. die Expeditionsklasse von Hapag-Lloyd Cruises. Expeditionskreuzfahrten in die polaren Regionen der Erde (Arktis, Antarktis) werden manchmal von Wissenschaftlern begleitet, die an Bord für die Passagiere Vorträge über die einzelnen Destinationen und Regionen halten.

#### Tauchsafari

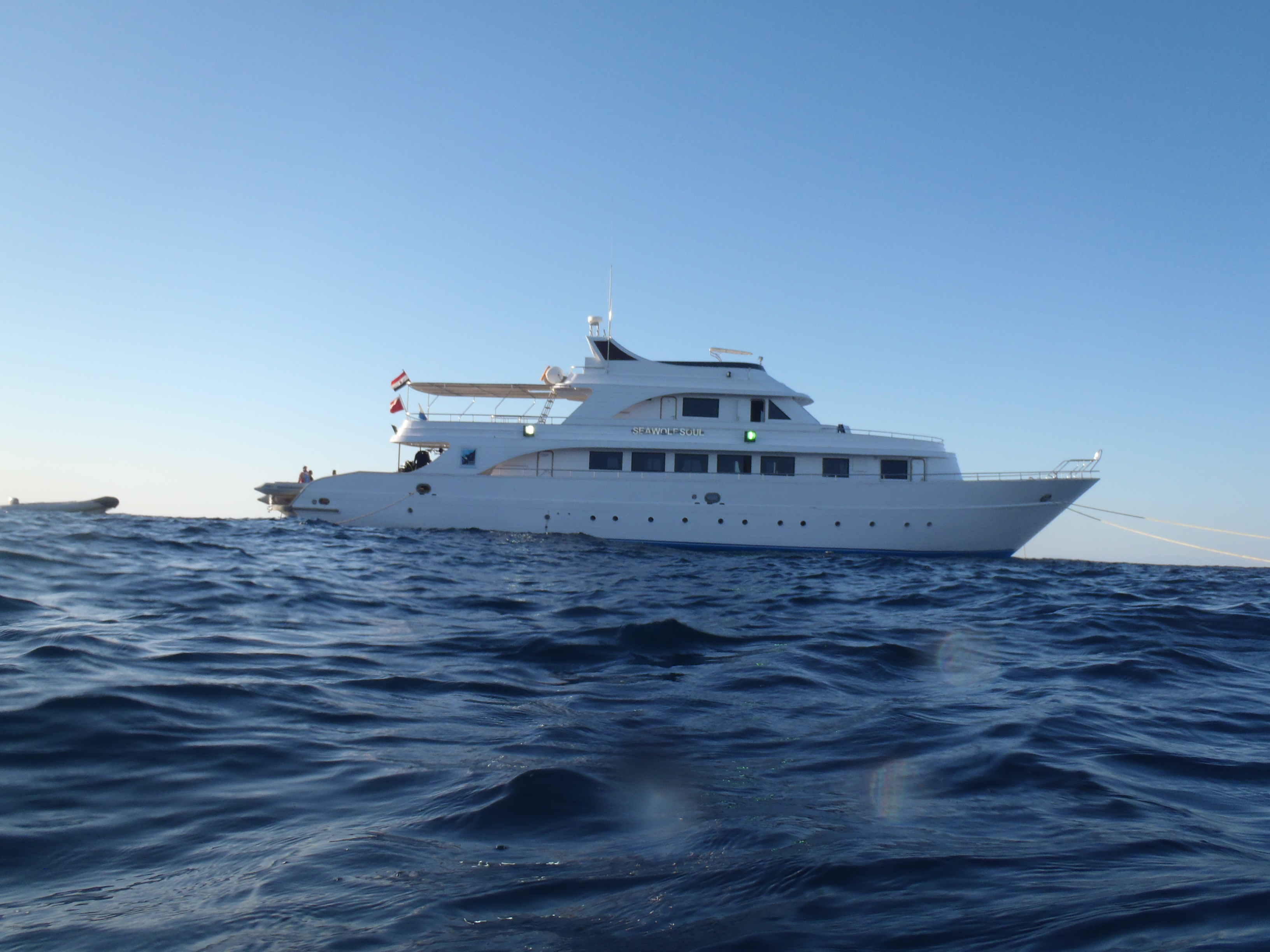
Ein Tauchsafariboot im Roten Meer

Die Tauchsafari oder Tauchkreuzfahrt ist eine spezielle Form der Kreuzfahrt, bei der eine Gruppe von Gerätetauchern mit einem Tauchboot von einem Tauchgebiet zum nächsten fährt, um dort zu tauchen und dabei auf dem Schiff isst und übernachtet.

#### Themenkreuzfahrt
Klassische Kreuzfahrten können als Themenkreuzfahrten angeboten werden. Dabei steht die gesamte Reise unter einem Thema oder Motto (z. B. Golf, Musik, Literatur, Essen und Trinken), an dem sich auch die Route orientiert. Ein Beispiel für eine Themenkreuzfahrt zu Musik ist die Full Metal Cruise.

#### Transatlantikkreuzfahrt
Im Gegensatz zu einer normalen Kreuzfahrt zeichnet sich eine Transatlantikkreuzfahrt in der Regel durch eine größere Anzahl aufeinanderfolgender Seetage aus. Während es bei einer normalen Kreuzfahrt häufig um die Häfen geht, steht bei einer Transatlantikkreuzfahrt meist das Schiff an sich im Mittelpunkt. Einige Transatlantikkreuzfahrten folgen den Routen der alten Transatlantikliner. Es gibt jedoch auch abweichende moderne Routen beispielsweise durch den Nordatlantik mit Anläufen in Island und Neufundland, die nur eine geringe Anzahl von aufeinanderfolgenden Seetagen haben.
Von vielen Reedereien werden Transatlantikkreuzfahrten im Rahmen der Repositionierung von Kreuzfahrtschiffen angeboten. Da einige Schiffe nur die Sommersaison in Europa verbringen und im Winter in der Karibik oder in Südamerika eingesetzt werden, finden diese dann typischerweise im Herbst in Westrichtung und im Frühjahr in Ostrichtung statt.

### Flusskreuzfahrt

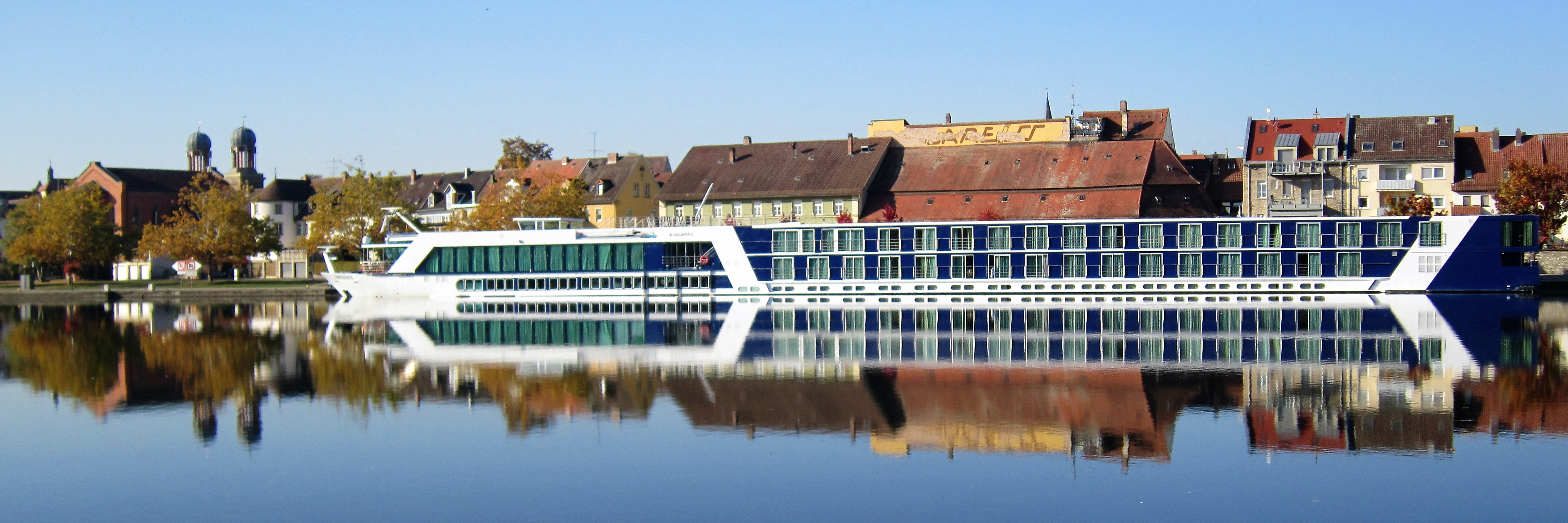
Flusskreuzfahrtschiff auf dem Main in Kitzingen

Bei einer Flusskreuzfahrt werden ausgewählte Orte an den befahrenen Gewässern angesteuert und den Passagieren nach Bedarf (geführte) Landgänge angeboten. Aber auch der Genuss der Landschaft beiderseits des befahrenen Flusses ist ein Reisezweck. Deshalb halten im Gegensatz zu den Hochseekreuzfahrtschiffen Flussschiffe vorwiegend über Nacht.
Kabinenfahrgastschiffe, touristisch Flusskreuzfahrtschiffe genannt, haben einen relativ niedrigen Tiefgang, damit die Fahrt auch bei Niedrigwasser stattfinden kann. Weniger als 1,5 Meter Tiefgang mit Passagieren, Ladung und Treibstoff zu erreichen, ist den meisten Flusskreuzfahrtschiffen jedoch nicht möglich. Sie sind so konstruiert, dass ihre Aufbauten den Brückendurchfahrtshöhen entsprechen und die Schiffsgröße den im Fahrtgebiet vorhandenen Schleusen angepasst ist. Aus den angepassten Ausmaßen eines Flusskreuzfahrtschiffs ergibt sich eine relativ niedrige Zahl an Fahrgästen.
Bei starkem Hochwasser kann der Schiffsverkehr auf einer Flussstrecke eingestellt werden. Sowohl bei extremem Hochwasser als auch bei extremem Niedrigwasser besteht das Risiko, dass Fahrten nicht oder nicht mit dem geplanten Programm bzw. nicht im versprochenen Umfang durchgeführt werden können. Wenn Reedereien wegen Niedrigwassers ihre Routen ändern müssen, bekommen Urlauber oft einen Teil des Geldes zurück. Konkret lässt sich der Reisepreis anteilig mindern, wenn bestimmte Stopps unterwegs und Ausflüge ersatzlos gestrichen werden müssen. Diese Ansprüche bestehen, obwohl der Anbieter nichts für niedrige Pegelstände kann. Fällt der Höhepunkt einer Reise absehbar aus, haben Kunden das Recht, vom Vertrag zurückzutreten. Dann gibt es das gesamte Geld zurück.
Trotz der durch das Niedrigwasser auf europäischen Flüssen im zweiten Halbjahr 2018 verursachten Probleme bewertet die A-ROSA Flussschiff GmbH das Geschäftsjahr 2018 als „sehr erfolgreich“.

## Personal an Bord
Die Expansion des Kreuzfahrtgeschäfts hängt eng mit der zunehmenden Beschäftigung von Saisonpersonal aus Niedriglohnländern wie Indonesien, den Philippinen, Indien, Honduras oder der Ukraine zusammen. Infolge des deregulierten globalen Arbeitsmarktes und der Praxis des Ausflaggens herrschen teils prekäre Arbeitsverhältnisse. An Bord gelten die Gesetze des jeweiligen Flaggenlandes. Meistens müssen die Schiffseigner daher auch keine Lohnsteuer oder Sozialabgaben abführen. Die Stiftung Warentest ermittelte 2019, dass die Gehälter der Beschäftigten im Schnitt weniger als die Hälfte des deutschen Mindestlohns betrugen.
Kreuzfahrtschiffe sind personell straff organisiert. Die legale maximale Arbeitszeit beträgt laut internationalem Seeschifffahrtsübereinkommen 24 Stunden am Tag und 72 Stunden pro Woche. Die Crews bleiben oft 9 Monate oder länger an Bord. Die Freizeitmöglichkeiten an Bord sind für viele Mitarbeiter auf den Personalraum beschränkt. Lediglich höhere Angestellte, zum Beispiel Offiziere, dürfen Teile der öffentlichen Passagierbereiche nutzen.

## Kritik
Kreuzfahrten stehen auf Grund ihrer vielseitigen Auswirkungen unter beständiger öffentlicher Kritik. Diese erfolgt primär hinsichtlich der Umwelt- und Gesundheitsschäden, die der Kreuzfahrt-Tourismus verursacht. Die Kritik umfasst aber auch Aspekte der Steuergerechtigkeit, der Arbeitsbedingungen der Crew und die Auswirkungen auf Umwelt und Wirtschaft der Zielhäfen.

### Ökonomische Auswirkungen
Die von Kreuzfahrten ausgehenden Umsätze entstehen zum einen direkt in der Kreuzfahrtindustrie (z. B. bei Werften, Reedereien, spezialisierte Reiseveranstalter), zum anderen werden Umsätze im ergänzenden touristischen Bereich (z. B. Einzelhandel, Souvenirindustrie, Reiseversicherungen, Verlage für Reiseliteratur) erzeugt.
In den angelaufenen Destinationen entstehen Einnahmen durch Ausgaben der Passagiere (Ausflüge, Einkäufe usw.), der Crew (Einkäufe) sowie für das Schiff (Hafengebühr, Abfallentsorgung, Wasserversorgung usw.), Steuereinnahmen und Ausgaben wie Marketing und Personal. Dadurch steigen Nachfrage und Preisniveau und erhöhen damit die Kaufkraft der lokalen Nutznießer der Kreuzfahrtindustrie. Für die unbeteiligte lokale Bevölkerung wirkt sich das steigende Preisniveau hingegen negativ aus und senkt deren Kaufkraft.
Verglichen mit landseitigem Tourismus sind die Einnahmen der Destinationen geringer, da die Passagiere auf dem Kreuzfahrtschiff übernachten und dort verköstigt und unterhalten werden.
Der internationale Kreuzfahrttourismus ist ein Sektor der Tourismusindustrie, der bis zum Ausbruch der COVID-19-Pandemie überdurchschnittliche Wachstumsraten aufzuweisen hatte und zu einer erheblichen Polarisierung der Diskussion über Kosten und Nutzen dieser Form von Massentourismus führte. Ver- und Entsorgung sind überdurchschnittlich geregelt. Dennoch verursachten die hohe Anzahl der Schiffe und ihrer Fahrgäste und das Verhalten einiger Schiffsführungen vor Ausbruch der COVID-19-Pandemie Belastungen.

### Soziale und soziokulturelle Auswirkungen
Durch die Ausflaggung zu einer Billigflagge ergeben sich nicht nur Möglichkeiten der Steuervermeidung, sondern auch im arbeitsrechtlichen Bereiche Nachteile für die Besatzung. In Billigflaggenländern sind die Standards für Bezahlung und Arbeitssicherheit oft wesentlich niedriger als im Land der Schiffseigner.
Infolge des Durchschleusens großer Menschenmengen werden die Anlegeorte stark belastet. Einige von ihnen, zum Beispiel Venedig, begannen sich in den 2010er Jahren dagegen zu wehren.

### Ökologische Auswirkungen
Kreuzfahrten stehen auf Grund ihrer hohen Umwelt- und Gesundheitsbelastung in deutlicher und internationaler Kritik. Diese erfolgt dabei von verschiedener Seite, darunter Experten und Umweltschutzorganisationen wie dem NABU. Die Kritik bezieht sich dabei auf verschiedene Aspekte der Kreuzfahrten, primär die Luftverschmutzung mit den daraus resultierenden Belastungen für die Gesundheit und den Massentourismus. International haben sich in den Jahren ab 2017 zudem verschiedene lokale Bewegungen organisiert, welche die Auswirkungen des Tourismus per Kreuzfahrt kritisieren, im europäischen Raum insbesondere in Palma de Mallorca und Venedig.
Darüber hinaus wird auch grundsätzliche Konsumkritik geübt, etwa auf Grund der hohen Abfall-Menge und der mangelnden Interaktion zwischen Kreuzfahrt-Touristen und lokaler Kultur und Wirtschaft.
Ein durchschnittliches Kreuzfahrtschiff produziert laut Daten der internationalen Meeresschutzorganisation Oceana täglich bis zu 7 Tonnen Abfall.
Dem Experten für Kreuzfahrt-Tourismus Frank Herrmann nach sind, mit Stand 2018, lediglich einzelne „Vorzeigeschiffe“ mit modernen Filteranlagen ausgestattet, die Schwefeloxid-, Stickoxid-, Ruß-, Feinstaub- und Schwermetall-Ausstoß reduzieren. Kreuzfahrten nutzen für Hochsee-Fahrten Schweröl. Die Motoren laufen auch im Hafen permanent, um den Energiebedarf für Unterhaltungsangebote zu decken.
Nach einer 2019 veröffentlichten Untersuchung der Umweltverband-Dachorganisation Transport and Environment verursachte alleine der Konzern Carnival Corporation mit seinen Marken Aida, Costa und Cunard im Jahr 2017 eine zehnmal größere Schwefeloxid-Menge, als alle 260 Millionen in Europa befindlichen PKW zusammen. Der kleinere Konkurrent Royal Caribbean Cruises produzierte die vierfache Menge der gesundheitsschädigenden Abgase gegenüber allen Autos.
Rußfilter für große Kreuzfahrtschiffe gibt es mit Stand von 2018 noch nicht. Die ebenfalls ungefilterten CO2-Emissionen von etwa 200–300 kg pro Passagier und Tag zuzüglich Anreisen verstärken den Treibhauseffekt. Manche Kreuzfahrtschiffe werden für einen Betrieb mit Methan ausgerüstet. Das mindert zwar die Luftverschmutzung durch Partikel, ist aber aufgrund des Methanschlupfs noch klimaschädlicher als der Betrieb mit Diesel. Als alternative Kraftstoffe kommen unter anderem Ammoniak oder Wasserstoff in Frage.

### Vereinbarkeit mit den Erfordernissen des Infektionsschutzes
Im Zuge der COVID-19-Pandemie ab dem Frühjahr 2020 zeigte sich, dass Kreuzfahrten nur schwer mit den Erfordernissen zu vereinbaren sind, die der Infektionsschutz in Zeiten akuter Pandemien erfordert (siehe auch: COVID-19-Pandemie auf Schiffen). Das Prinzip der „Räumlichen Distanzierung“ ist schwer einzuhalten, zumal bei Passagieren, die unter Quarantäne fallen, Landgänge ausfallen.

### Greenwashing
Die Anbieter werben auf ihren Webseiten mit neueren Schiffen die mit LNG statt Marinediesel fahren. Die Webseite von AIDA Cruises bewirbt, hier als Beispiel, die Verbrennung von fossilem Erdgas (Methan) als „Brücke in die Zukunft“.
Die Verwendung von Begriffen wie „Brückentechnologien“ vermittelt dem Kunden den Eindruck effizienter Umweltschutzmaßnahmen. Jüngere Studien von The international council of clean transportation von 2020 belegen das Gegenteil.
Der US-amerikanische Klimatologe und Buchautor Michael E. Mann beschreibt diese Strategie (Begriff Brückentechnologie) in seinem Buch Propagandaschlacht ums Klima (Kapitel 7, Pseudolösungen).

### Klimaschädlichkeit durch Kombination aus Flugreise und Kreuzfahrt
Das Bundesumweltamt bezeichnet Flugzeuge und Kreuzfahrtschiffe als sehr klimaschädliche Verkehrsmittel für die Urlaubsreise. Ein Flug von Deutschland auf die Kanarischen Inseln und zurück in Kombination mit einer 7-tägigen Kanaren-Rundfahrt verursacht ca. 2 Tonnen CO2. Allein die Anreise zur Kreuzfahrt per Flugzeug (in diesem Beispiel) verursacht schon rund 75 Prozent der Treibhausgasemissionen eines durchschnittlichen Deutschen pro Jahr für Auto, Bus und Bahn.

## Umweltschutzmaßnahmen in der Kreuzfahrtindustrie
Umweltschutzmaßnahmen können seitens der Staaten, der Kreuzfahrtverbände, den einzelnen Kreuzfahrtunternehmen und von Umweltschutzverbänden ergriffen werden. Kreuzfahrtschiffe müssen internationale, nationale und regionale Gesetze und Regelungen beachten, da sie auch die jeweiligen Gewässer befahren. Die International Maritime Organization (IMO) ist als maritime Abteilung der UN für gesetzliche Regelungen im weltweiten Schiffsverkehr zuständig und somit ebenfalls für Umweltregelungen auf Kreuzfahrtschiffen. Die IMO erließ das weltweite Übereinkommen zum Gewässerschutz die „International Convention for the Prevention of Pollution from Ships“ (auch MARPOL genannt). MARPOL regelt das Einleiten von Abwässern, die Ölentsorgung, den Emissionsausstoß und die Abfallentsorgung auf Schiffen. Kreuzfahrt-Branchenverbände wie die Cruise Lines International Association (CLIA) setzen sich ebenfalls für den Umweltschutz ein und veröffentlichten eigene freiwillige Umweltrichtlinien. Einige Kreuzfahrtunternehmen investieren in emissionsärmere und ressourcenschonende Antriebsmaschinen, effektive Wasseraufbereitungsanlagen, Ölfilteranlagen, Verbrennungsanlagen und Recyclingsysteme.
Der Erfolg der Umweltschutzmaßnahmen der einzelnen Reedereien wird vom Naturschutzbund Deutschland jährlich in einem anschaulichen Ranking präsentiert.
Gegen die Invasion fremder Spezies über das Ballastwasser (Hemerochorie) gibt es schon Technologien auf modernen Kreuzfahrtschiffen wie der AIDAstella. Viele Kreuzfahrtunternehmen installieren Programme zur Vermeidung gefährlicher Chemikalien und Abfälle und zum Schutz von Korallenriffen.

## Die größten Kreuzfahrtschiffe
Seit den mittleren 1990er Jahren ist ein stetiges stärkeres Wachstum des Kreuzfahrtsegments zu beobachten, es wurde ein regelrechter „Bauboom“ bei großen (über 100.000 BRZ) und vor allem sehr großen Passagierschiffen (über 150.000 BRZ) ausgelöst. Mit Stand von  Oktober 2024 ist die „Icon of the Seas“ gefolgt von der „Utopia of the Seas“, beide im Dienst der Royal Caribbean Cruise Line, das größte Kreuzfahrtschiff der Welt.
Im Folgenden sind alle im Jahr 2024 (Stand Oktober 2024) in Fahrt befindlichen Kreuzfahrtschiffe über 150.000 BRZ aufgelistet:
1. Icon of the Seas (248.663 BRZ, 7.600 PAX, Royal Caribbean Cruise Line)
2. Utopia of the Seas (236.473 BRZ, Royal Caribbean Cruise Line)
3. Wonder of the Seas (228.199 BRZ, 6.988 PAX, Royal Caribbean Cruise Line)
4. Symphony of the Seas (228.081 BRZ, 6.870 PAX, Royal Caribbean Cruise Line)
5. Harmony of the Seas (226.963 BRZ, 5.479 PAX, Royal Caribbean Cruise Line)
6. Allure of the Seas (225.282 BRZ, 5.400 PAX, Royal Caribbean Cruise Line)
7. Oasis of the Seas (225.282 BRZ, Royal Caribbean Cruise Line)
8. MSC World Europa, (215.863 BRZ,  6.762 PAX, MSC Kreuzfahrten)
9. Costa Toscana (186.384 BRZ, 6.554 PAX, Costa Crociere)
10. Arvia (185.581 BRZ, 6.685 PAX, P&O Cruises)
11. Costa Smeralda (185.010 BRZ, 6.518 PAX, Costa Crociere)
12. Iona (184.700 BRZ, 6.600 PAX, P&O Cruises)
13. MSC Euribia (184.011 BRZ, 6.335 PAX, MSC Kreuzfahrten)
14. AIDAnova (183.858 BRZ, 6.600 PAX, AIDA Cruises)
15. AIDAcosma (183.858 BRZ, 6.600 PAX, AIDA Cruises)
16. Carnival Celebration (183.521 BRZ, 6.631 PAX, Carnival Cruise Line)
17. Carnival Jubilee (182.015 BRZ, 6.631 PAX, Carnival Cruise Line)
18. Mardi Gras (181.081 BRZ, 6.631 PAX, Carnival Cruise Line)
19. MSC Grandiosa, (181.000 BRZ,  6.761 PAX, MSC Kreuzfahrten)
20. MSC Virtuosa, (181.000 BRZ,  6.334 PAX, MSC Kreuzfahrten)
21. Sun Princess (177.882 BRZ, 5.189 PAX, Princess Cruises)
22. MSC Bellissima (171.598 BRZ, 5.686 PAX, MSC Kreuzfahrten)
23. MSC Meraviglia (171.598 BRZ, 5.655 PAX, MSC Kreuzfahrten)
24. Spectrum of the Seas (169,379 BRZ, 5.622 PAX, Royal Caribbean Cruise Line)
25. Norwegian Encore (169,116 BRZ, Norwegian Cruise Line)
26. Anthem of the Seas (168.666 BRZ, 4.180 PAX, Royal Caribbean Cruise Line), Quantum of the Seas (168.666 BRZ, 4.180 PAX, Royal Caribbean Cruise Line), Ovation of the Seas (168.666 BRZ, 4.180 PAX, Royal Caribbean Cruise Line)
27. Norwegian Bliss (168.028 BRZ,  4.200 PAX, Norwegian Cruise Line)
28. Norwegian Joy (167.725 BRZ,  3.883 PAX, Norwegian Cruise Line)
29. Odyssey of the Seas (167.704 BRZ, 5.510 PAX, Royal Caribbean Cruise Line)
30. Norwegian Escape (165.157 BRZ, 4.266 PAX, Norwegian Cruise Line)
31. MSC Seaside (160.000 BRZ, 4.140 PAX, MSC Cruises)
32. Freedom of the Seas (156.271 BRZ, 3.634 PAX, Royal Caribbean Cruises)
33. Liberty of the Seas (155.889 BRZ, 3.634 PAX, Royal Caribbean Cruises)
34. Independence of the Seas (155.889 BRZ, 3.634 PAX, Royal Caribbean Cruises)
35. Norwegian Epic (155.873 BRZ, 5.183 PAX, Norwegian Cruise Line)
36. MSC Seaside (153.516 BRZ, 5,336 PAX, MSC Cruises), MSC Seaview (153.516 BRZ, 5,336 PAX, MSC Cruises)
37. Genting Dream (151.300 BRZ, 4.500 PAX, Dream Cruises)
38. Aroya (151.300 BRZ, 3.376 PAX, Dream Cruises)

## Große Kreuzfahrt-Reedereien
| - AIDA Cruises, Rostock/Deutschland - Carnival Corporation & plc - Carnival Cruise Lines Inc., Miami (Vereinigte Staaten) - Celebrity Cruises, USA - Costa Crociere S.p.A., Genua/Italien - Cunard Line, Southampton/Großbritannien | - Disney Cruise Line (Celebration/USA) - Hapag-Lloyd Cruises (Deutschland) - Holland-America Line, Seattle/USA - MSC Kreuzfahrten (Italien) - NCL Corporation Ltd., Miami/USA - P&O Cruises Ltd., London | - Princess Cruises Ltd., Santa Clarita/USA - Pullmantur Cruises, Spanien - Royal Caribbean Cruise Line, USA - TUI Cruises, Hamburg |

## Vertriebskanäle
Kreuzfahrten wurden 2008 hauptsächlich über Reisebüros und Reiseveranstalter gebucht, besonders bei so genannten Cruise-only-Agenturen, die sich auf den Vertrieb von Kreuzfahrten spezialisiert haben. Zu den größten deutschen Kreuzfahrtanbietern (Cruise-only-Agenturen) zählen (Stand 2008) der Atlantic Seereisedienst und der Elbflorenz Reisedienst, die jeweils einen Marktanteil von ungefähr 10 % haben. 2008 wurden 77,7 % der Hochseekreuzfahrten über Reisebüros, 11 % über Reiseveranstalter und 6,8 % direkt bei der Reederei gebucht.
E-Commerce konnte sich 2008 in der Kreuzfahrtenbranche noch nicht durchsetzen: 4,5 % der Hochseekreuzfahrten und 4,3 % der Flusskreuzfahrten wurden per Internet gebucht. Viele Kunden informieren sich im Internet bei sogenannten Bewertungsportalen; anschließend buchen sie über Reisebüros, Reiseveranstalter oder direkt über das Bewertungsportal.

## Passagierrechte
Auch bei Schiffsreisen haben Passagiere Fahrgastrechte. Werden diese verletzt, liegt ein Reisemangel vor, der den Passagier zu Preisminderungen, Ersatzansprüchen oder Entschädigungen berechtigen kann.

## Mann-über-Bord bei Kreuzfahrten
Immer wieder gehen Passagiere auf Kreuzfahrtschiffen über Bord. Einer Schätzung der Berliner Zeitung anlässlich des Verschwindens von Daniel Küblböck im Jahr 2018 nach gehen jährlich bis zu 20 Personen über Bord. Eine Erhebung aus dem Jahr 2011 listet für die vorangegangene Dekade insgesamt 159 Passagiere und Crewmitglieder, die über Bord gegangen sind. Von diesen konnten lediglich 33 gerettet werden.
Als Ursache für eine Mann-über-Bord-Situation seien sowohl Unfälle wie auch Suizid oder Verbrechen denkbar. Betroffene bleiben oft verschollen.
Einheitliche Sicherheitsstandards zur Vermeidung solcher „Mann-über-Bord“-Notfälle gibt es aktuell nicht. Daher fallen die technischen Lösungen der Reedereien unterschiedlich aus.
Eine aus dem Kreis von Angehörigen auf Kreuzfahrtschiffen verschwundener Passagiere gegründete Initiative, die International Cruise Victims Organisation (ICV), setzt sich für die Aufklärung und Vermeidung dieser Vorfälle ein. Der Organisation nach seien Reedereien daran interessiert, Todesfälle „totzuschweigen“. Entsprechend würde auf Vermisstenanzeigen verzichtet und die Aufklärung aus Angst vor negativen Presseberichten nicht priorisiert.

„In der Kreuzfahrtindustrie besteht ein Verantwortlichkeitsproblem. Sobald du an Bord gehst, befindest du dich auf ausländischem Boden und bist der Polizei des Dritte-Welt-Landes ausgeliefert, in dem das Schiff registriert ist.“

Im Jahr 2010 unterzeichnete Barack Obama den „Cruise Vessel Security and Safety Act“. Nach diesem US-Gesetz sind Kreuzfahrtunternehmen zur schnellen Meldung von Vermissten-Fällen verpflichtet; das FBI und die US Coast Guard sind zudem zu Ermittlungen befugt, unabhängig von der Beflaggung eines Schiffes.

## Populärkultur
Kreuzfahrt-Fernsehserien gelten als ein maßgeblicher Faktor, der diese Urlaubsform populär gemacht hat. Das ZDF strahlt seit 1981 die Serie Das Traumschiff aus, inspiriert unter anderem durch die Serie Love Boat. Die ARD begann am 11. Januar 2010 im Nachmittagsprogramm mit der Serie Verrückt nach Meer, am 10. Januar 2017 wurde die 200. Episode gesendet.
Der Spielfilm Triangle of Sadness (dt.: Dreieck der Traurigkeit, auch Zornesfalte) ist ein Spielfilm von Ruben Östlund aus dem Jahr 2022 und spielt auf einem Kreuzfahrtschiff. Die satirische Tragikomödie ist in der Welt der Reichen und Schönen angesiedelt und wirft einen Blick auf menschliche Abgründe.

### Kreuzfahrtmarkt
- Otto Schüßler: Passagier-Schifffahrt. Ein Handbuch für Reiseverkehrskaufleute in Ausbildung und Praxis. Ausführliche Informationen über Kreuzfahrten, Flusskreuzfahrten, Fährschiffe, Frachtschiffe, Boots- und Yachtreisen. 2. Auflage. DRV, Frankfurt am Main 2005, ISBN 3-929835-29-0.
- Bob Dickinson, Andy Vladimir: Selling the sea. An Inside Look at the Cruise Industry. Wiley, Hoboken NJ 2008, ISBN 978-0-471-74918-9.
- Axel Schulz: Verkehrsträger im Tourismus. Luftverkehr – Bahnverkehr – Straßenverkehr – Schiffsverkehr. München 2009, ISBN 978-3-486-58876-7.
- Peter Tönishoff: Trends in der Kreuzschifffahrt. In: Schiff & Hafen, Heft 9/2011, S. 32 ff.
- Christian Eckardt: Aktuelle Trends auf Kreuzfahrtschiffen. In: Hansa, Heft 9/2013, S. 22–25.

### Arbeitsbedingungen, soziale und ökologische Auswirkungen
- Sandra Bow: Arbeiten auf Kreuzfahrtschiffen. Abenteuer, Exotik, rauhe See, Service- und Knochenjobs. Interconnections, Freiburg 2006, ISBN 3-86040-076-2
- Wolfgang Gregor: Der Kreuzfahrtkomplex: Traumschiff oder Alptraum, tredition, Hamburg 2016, ISBN 978-3-7345-5373-8
- Klaus Meyer, Burkhard Ilschner: Massenpassagierhaltung – auf ewig krisenfest? Boomender Kreuzfahrt-Tourismus: Nachhaltigkeit sieht anders aus. In: Waterkant, Heft 126, Nr. 2 / 32. Jahrgang, Juni 2017, S. 13–16, ISSN 1611-1583.
- Wolfgang Meyer-Hentrich: Wahnsinn Kreuzfahrt. Gefahr für Natur und Mensch. Ch. Links Verlag, Berlin 2019, ISBN 978-3-96289-031-5.
- Dinah Deckstein, Ullrich Fichtner, Felix Hutt, Martin U. Müller, Max Polonyi: Luftverpestung, Ausbeutung, Menschenmassen. Der Kreuzfahrt-Wahnsinn. In: Der Spiegel. Nr. 33, 2019, S. 44–53 (online).

### Berichte
- Christian Wilhelm Allers: Backschisch. Skizzen zu einer Orient-Kreuzfahrt im Jahre 1891. Neuausgabe. Berlin 2008, ISBN 978-3-86805-159-9 (historischer Bericht über die erste deutsche Kreuzfahrt ins Mittelmeer)
- Reinhard Laszig (Hrsg.): Kreuzfahrten. Ein Reiselesebuch. Ellert & Richter, Hamburg 2010, ISBN 978-3-8319-0395-5.